# Charles Godefroy

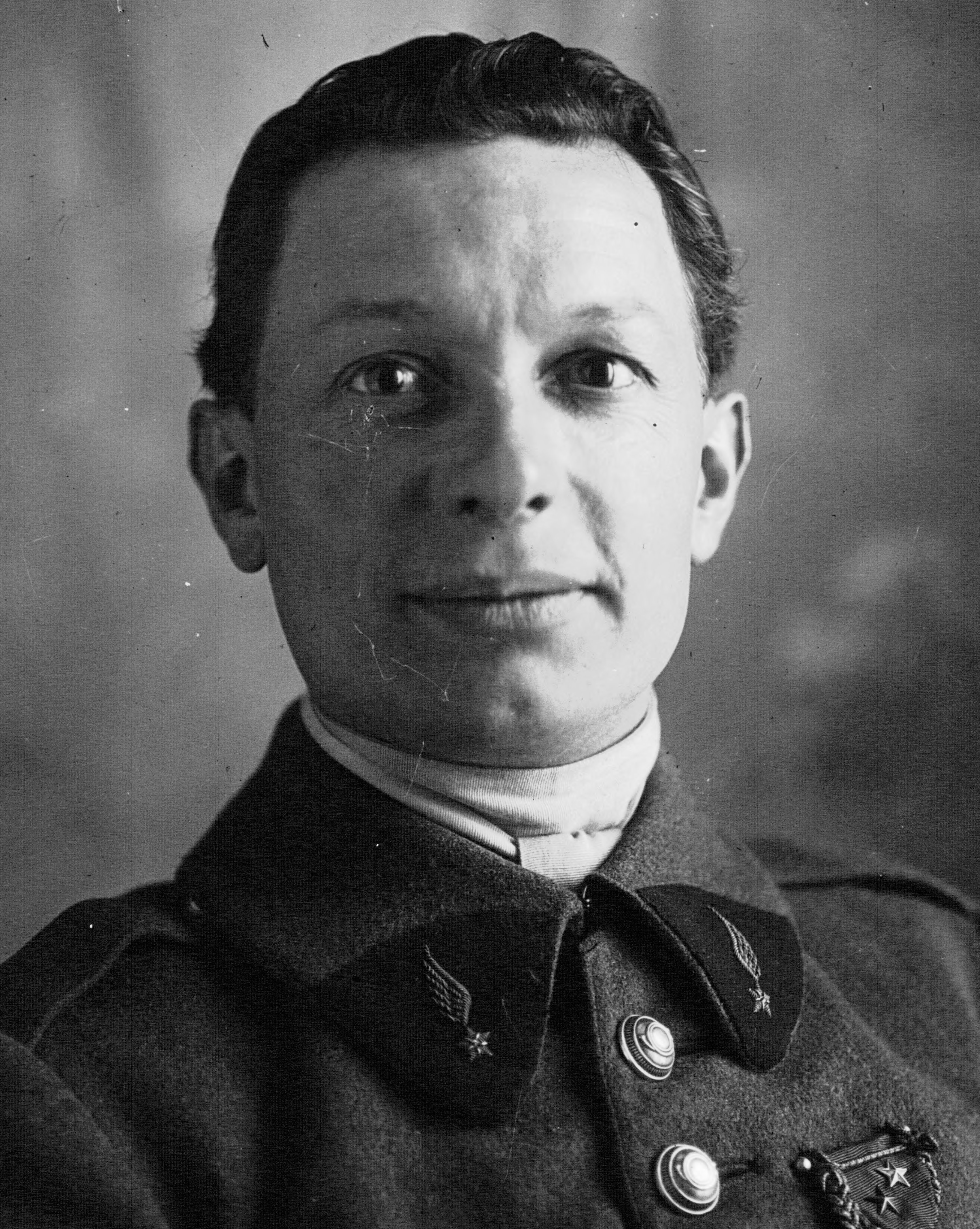
Charles Godefroy

Charles Godefroy (* 29. Dezember 1888 in La Flèche, Sarthe; † 11. Dezember 1958 in Soisy-sous-Montmorency bei Paris) war ein französischer Pilot, der wegen seines spektakulären Flugs durch den Arc de Triomphe in Paris im Jahr 1919 berühmt wurde.

## Militärlaufbahn
Charles Godefroy wurde 1914 im Alter von 26 Jahren zum Militär einberufen und diente im 132. Infanterieregiment. Mit dem Croix de guerre ausgezeichnet, kam er nach einem Lazarettaufenthalt am 1. September 1917 zu den Fliegern. Er machte seine Ausbildung auf einem Nieuport-Jagdflugzeug in Miramas, die er am 21. November 1918 abschloss. Durch sein fliegerisches Können wurde er bald zum Fluglehrer.

## Zur Vorgeschichte
Anlässlich der großen Siegesparade auf der Avenue des Champs-Élysées am 14. Juli 1919 hatte die Militärführung angeordnet, dass die Flieger „zu Fuß“ mitmarschieren sollten – wie die Infanteristen. Das empfanden diejenigen, die sich als die „Helden der Lüfte“ betrachteten, als Provokation. Bei einem Treffen in der Bar „Fouquet“ auf den Champs Élysées beschloss eine Gruppe, dass einer von ihnen während der Parade durch den Triumphbogen fliegen sollte. Die Wahl fiel auf Jean Navarre, der mit 12 Luftsiegen als Ass unter den Piloten galt. Aber am 10. Juli verunglückte Navarre bei einem Übungsflug tödlich. Charles Godefroy fühlte sich mit 500 Flugstunden als erfahren genug, um an seine Stelle zu treten. Bis zur Siegesparade war das Vorhaben aber nicht mehr zu schaffen. Doch die Aufgabe reizte den jungen Flieger. So begann er an der Brücke über die Kleine Rhone bei Miramas zu üben. Mit einem befreundeten Journalisten, Jacques Mortane (1883–1939), inspizierte er mehrmals den Triumphbogen, um die Flugroute und die Luftströmungen zu erkunden. Mortane beabsichtigte, das Ereignis für die Nachwelt im Film festzuhalten. Weil der Flug gegen alle Vorschriften verstieß, mussten die Vorbereitungen unter größter Geheimhaltung getroffen werden.

## Der Flug

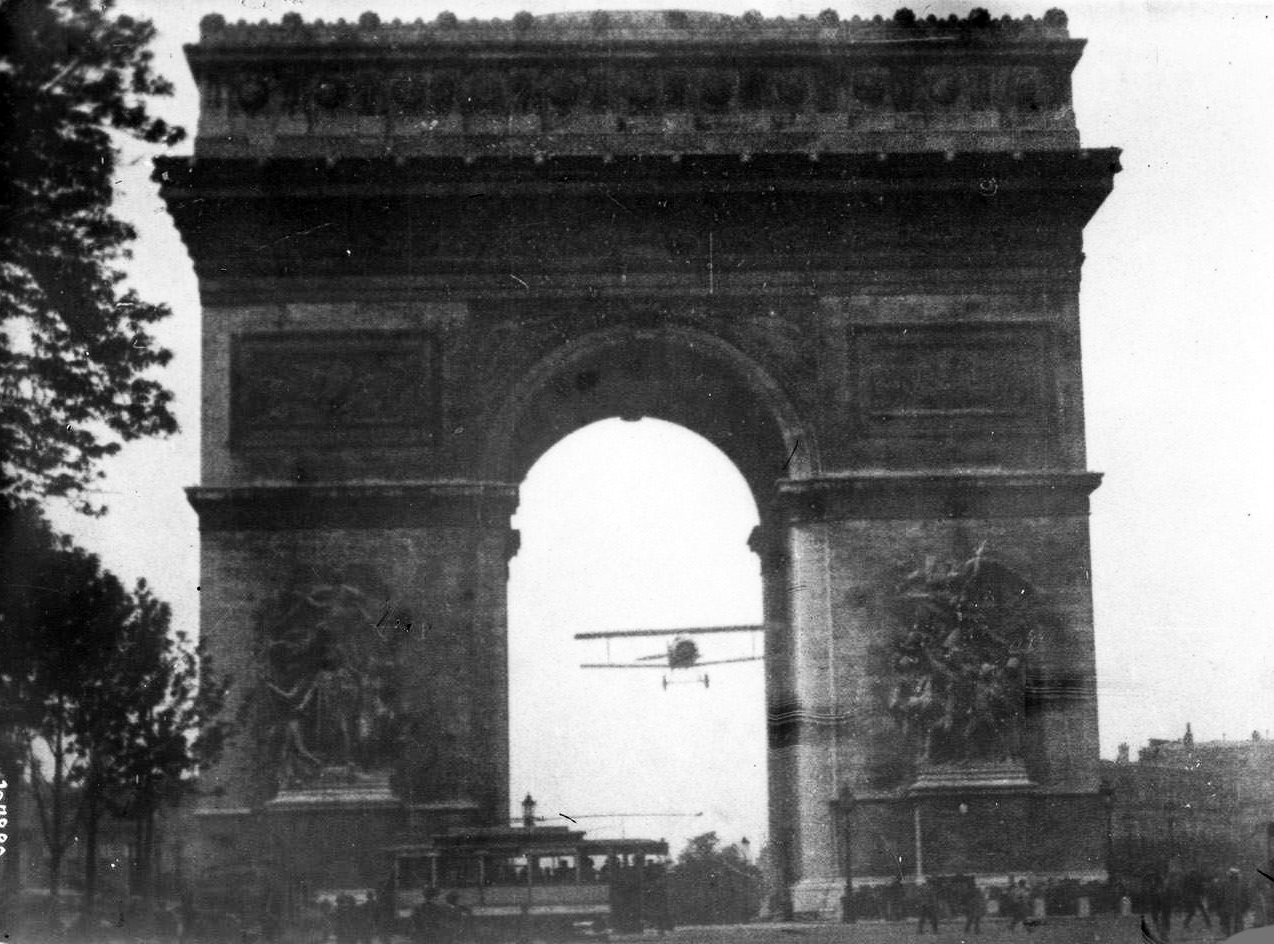
Charles Godefroy – Der Flug durch den Arc de Triomphe

Am frühen Morgen des 7. August 1919 erschien Charles Godefroy in seiner Uniform als Stabsfeldwebel, das Croix de guerre angeheftet, auf dem Flugplatz von Villacoublay. Sein Mechaniker hatte in aller Heimlichkeit eine „Nieuport 11 Bébé“ startklar gemacht (Bébé = Baby, wegen ihrer geringen Spannweite von 7,52 m). Mit diesem Doppeldecker – einem erfolgreichen Jagdflugzeug – startete Godefroy um 7:20 Uhr. Von Westen kommend, erreichte er kurz danach die Porte Maillot. Er umrundete den Triumphbogen zweimal und begann mit dem Anflug über die Avenue de la Grande-Armée. Um Geschwindigkeit aufzunehmen, drückte er die Maschine nach unten und flog im Tiefflug über eine Straßenbahn, deren Fahrgäste sich zu Boden warfen. Viele Passanten liefen voller Schrecken davon. Viel Platz für den Durchflug hatte er nicht – die lichte Bogenweite des Triumphbogens beträgt 14,60 m. Godefroy gelang das Vorhaben, er flog dann über die Place de la Concorde und kehrte zum Flugplatz zurück, wo sein Mechaniker die Maschine versorgte. Der Flug hatte nur eine halbe Stunde gedauert. Auf dem Flugplatz hatte niemand etwas bemerkt.
Das ganze Ereignis ließ der Journalist Jacques Mortane fotografieren und filmen. Die Bilder erschienen in vielen Zeitungen und in der Wochenschau. Godefroy blieb offiziell im Hintergrund. Aber sein Name ließ sich nicht dauerhaft geheim halten. Den Behörden war dieses Vorkommnis zwar unangenehm und man befürchtete Nachahmer, doch gab es nur eine Verwarnung für Godefroy.

## Späteres Leben
Nach diesem Husarenstück gab Godefroy die Fliegerei auf. Ob er es seiner Familie zuliebe tat oder die Militärbehörden ihn dazu zwangen, ist nicht mehr bekannt. Er ließ sich mit seiner Frau und seiner Tochter in Soisy nieder und betrieb in Aubervilliers einen Weinhandel. Sein Flug geriet in Vergessenheit. Erst nach seinem Tod – er starb kurz vor seinem 70. Geburtstag – erinnerte man sich wieder seiner fliegerischen Glanzleistung. Zu seiner Beerdigung schickte die Luftwaffe eine Abordnung, die Stadt Paris verlieh ihm posthum eine silberne Ehrenmedaille. Die Gemeinde Soisy benannte eine Straße nach ihm und brachte dort eine Erinnerungstafel an. Auch eine Kinderkrippe trägt seinen Namen.
Mit dem (verbotenen) Flug durch den Arc de Triomphe hatte sich Charles Godefroy in die Geschichte der frühen Fliegerei eingeschrieben. Über 60 Jahre blieb er der Einzige, der einen Durchflug gewagt hatte.
Am Sonntag, dem 18. Oktober 1981 gelang dem geprüften Fluglehrer Alain Marchand (geb. 1934) der Durchflug durch den Triumphbogen mit einer Jodel-Maschine mit Spannweite 11,50 Meter (nach anderen Angaben mit einer Morane-Saulnier Rallye 880B, Spannweite 9,75 m) – ihm wurden Maschine und Pilotenschein abgenommen. 1991 versuchte ein Unbekannter diese fliegerische Leistung noch zu übertreffen, indem er zuvor bereits unter dem Eiffelturm hindurchflog.